# 食鮮館タイヨー
株式会社食鮮館タイヨー（しょくせんかんタイヨー）は、静岡市葵区に本部を置き、静岡県内でスーパーマーケットチェーン「食鮮館タイヨー」を運営する企業である。

## 概要
1964年（昭和39年）に株式会社サンストアとして清水市（現在の静岡市清水区）で創業し、シジシーグループに加盟していた。「サンストア」、「サンプラザ」（三保店のみ）、「食鮮館タイヨー」という名称で店舗展開していたが、2003年（平成15年）に全店を「食鮮館タイヨー」に統一した。2007年2月、株式会社バロー（現・バローホールディングス）の子会社となり、2008年（平成20年）10月に現在の社名になった。
2010年6月にはバロー子会社となった旧ビックポンドストアーの店舗（バロー井口店に転換した井口店をのぞく）がタイヨーに改装している。

## 店舗一覧

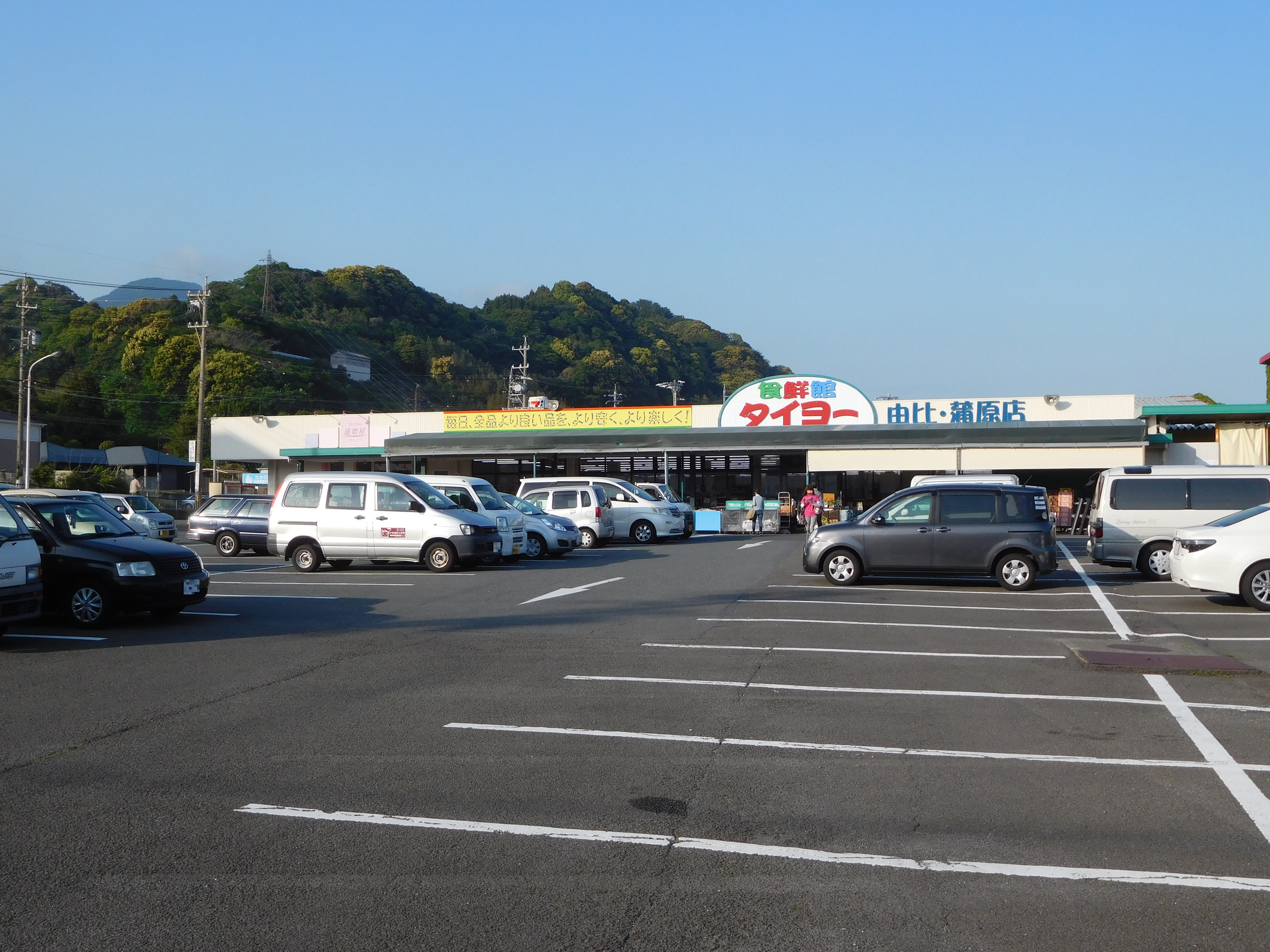
店舗の例（由比蒲原店）

- 静岡市清水区
  - 日立店
  - 三保店
  - 庵原店
  - 横砂店
  - 二の丸店　
  - 長崎店
  - 由比蒲原店
- 静岡市駿河区
  - 高松店
- 焼津市
  - 小土店
- 島田市
  - 栄町店
  - 元島田店
- 磐田市
  - 福田店
- 浜松市北区
  - みっかび店
- 富士市
  - 荒田島店
  - 富士西店
  - 富士永田町店